# Evert Kreuze
Evert Kreuze (ur. 14 maja 1973) – holenderski strongman.
Mieszka w Dwingeloo (prowincja Drenthe).
Wymiary:
- wzrost 189 cm
- waga 128 kg

## Osiągnięcia strongman
- 2007
  - 2. miejsce – Mistrzostwa Holandii Strongman
- 2008
  - 9. miejsce - Liga Mistrzów Strongman 2008: Varsseveld
  - 3. miejsce – Mistrzostwa Holandii Strongman